# Consiglio regionale (Israele)
Il consiglio regionale è uno dei tre modelli di governo locale riconosciuti dal Ministero dell'interno dello Stato d'Israele. Gli altri due sono la città ed il consiglio locale.  

## La comunità rurale
Il consiglio regionale israeliano è un'autorità che governa un insieme molteplice di comunità rurali stanziate nella medesima area geografica.
Ciascuna di dette comunità, la cui popolazione non eccede, normalmente, le 2000 unità, è guidata da un comitato locale che invia dei propri rappresentanti al consiglio regionale.
Il numero attuale dei consigli regionali è di 53.
| Consiglio                                      | Link                                                                                              | Distretti        |
| ---------------------------------------------- | ------------------------------------------------------------------------------------------------- | ---------------- |
| al-Batuf Regional Council                      |                                                                                                   | Nord             |
| al-Kasom Regional Council                      |                                                                                                   | Sud              |
| Alona Regional Council                         |                                                                                                   | Haifa            |
| Be'er Tuvia Regional Council                   |                                                                                                   | Sud              |
| Bnei Shimon Regional Council                   |                                                                                                   | Sud              |
| Brenner Regional Council                       | Sito ufficiale, su brener.org.il (archiviato dall'url originale il 27 dicembre 2007).             | Centro           |
| Bustan al-Marj Regional Council                |                                                                                                   | Nord             |
| Central Arava Regional Council                 |                                                                                                   | Sud              |
| Drom HaSharon Regional Council                 |                                                                                                   | Centro           |
| Eshkol Regional Council                        |                                                                                                   | Sud              |
| Lower Galilee Regional Council                 | Sito ufficiale, su glt.org.il (archiviato dall'url originale il 5 settembre 2008).                | Nord             |
| Upper Galilee Regional Council                 |                                                                                                   | Nord             |
| Gan Raveh Regional Council                     | Sito ufficiale, su ganrave.com (archiviato dall'url originale il 14 luglio 2008).                 | Centro           |
| Gederot Regional Council                       |                                                                                                   | Centro           |
| Gezer Regional Council                         | Sito ufficiale, su gezer-region.muni.il (archiviato dall'url originale l'11 giugno 2008).         | Centro           |
| Gilboa Regional Council                        |                                                                                                   | Nord             |
| Golan Regional Council                         |                                                                                                   | Nord             |
| Gush Etzion Regional Council                   |                                                                                                   | Giudea e Samaria |
| Har Hevron Regional Council                    | Sito ufficiale, su hrhevron.co.il (archiviato dall'url originale il 23 giugno 2004).              | Giudea e Samaria |
| Hefer Valley Regional Council (Emek Hefer)     |                                                                                                   | Centro           |
| Hevel Eilot Regional Council                   | Sito ufficiale, su eilot.org.il (archiviato dall'url originale il 27 settembre 2001).             | Sud              |
| Hevel Modi'in Regional Council                 |                                                                                                   | Centro           |
| Hevel Yavne Regional Council                   |                                                                                                   | Centro           |
| Hof Ashkelon Regional Council                  |                                                                                                   | Sud              |
| Hof HaCarmel Regional Council                  |                                                                                                   | Haifa            |
| Hof HaSharon Regional Council                  |                                                                                                   | Centro           |
| Jezreel Valley Regional Council (Emek Yizreel) |                                                                                                   | Nord             |
| Nordern Jordan Valley (Emek HaYarden)          | Sito ufficiale, su j-v.org.il (archiviato dall'url originale il 1º settembre 2006).               | Nord             |
| Sudern Jordan Valley (Bik'at HaYarden)         |                                                                                                   | Giudea e Samaria |
| Lakhish Regional Council                       |                                                                                                   | Sud              |
| Lev HaSharon Regional Council                  |                                                                                                   | Centro           |
| Lod Valley Regional Council (Emek Lod)         | Sito ufficiale, su emek-lod.org.il (archiviato dall'url originale il 5 luglio 2008).              | Centro           |
| Ma'ale Yosef Regional Council                  |                                                                                                   | Nord             |
| Mateh Asher Regional Council                   | Sito ufficiale, su matte-asher-region.muni.il (archiviato dall'url originale il 29 ottobre 2011). | Nord             |
| Mateh Binyamin Regional Council                |                                                                                                   | Giudea e Samaria |
| Mateh Yehuda Regional Council                  |                                                                                                   | Gerusalemme      |
| Megiddo Regional Council                       |                                                                                                   | Nord             |
| Megilot Regional Council                       |                                                                                                   | Giudea e Samaria |
| Menashe Regional Council                       | Sito ufficiale, su menashe.co.il (archiviato dall'url originale il 2 febbraio 2008).              | Haifa            |
| Merhavim Regional Council                      |                                                                                                   | Sud              |
| Merom HaGalil Regional Council                 |                                                                                                   | Nord             |
| Mevo'ot HaHermon Regional Council              |                                                                                                   | Nord             |
| Misgav Regional Council                        |                                                                                                   | Nord             |
| Nahal Sorek Regional Council                   |                                                                                                   | Centro           |
| Neve Midbar Regional Council                   |                                                                                                   | Sud              |
| Ramat Negev Regional Council                   |                                                                                                   | Nord             |
| Sha'ar HaNegev Regional Council                |                                                                                                   | Nord             |
| Sdot Negev Regional Council (Azata)            |                                                                                                   | Sud              |
| Shafir Regional Council                        |                                                                                                   | Sud              |
| Shomron Regional Council                       |                                                                                                   | Giudea e Samaria |
| Tamar Regional Council                         | Sito ufficiale, su ma-tamar.org.il (archiviato dall'url originale il 1º marzo 2005).              | Sud              |
| Valley of Springs Regional Council             | Sito ufficiale, su bbshean.org.il (archiviato dall'url originale il 18 aprile 2003).              | Nord             |
| Yoav Regional Council                          | Sito ufficiale, su yoav.org.il (archiviato dall'url originale il 14 aprile 2008).                 | Sud              |
| Zevulun Regional Council                       | Sito ufficiale, su zvulun.org.il (archiviato dall'url originale il 24 luglio 2008).               | Haifa            |

### Precedenti consigli regionali
| Consigli                        | Distretti |
| ------------------------------- | --------- |
| Abu Basma Regional Council      | Sud       |
| Central Sharon Regional Council |           |
| Ef'al Regional Council          | Tel Aviv  |
| Ga'aton Regional Council        | Nord      |
| Hadar HaSharon Regional Council | Centro    |
| Hof Aza Regional Council        | Sud       |
| Kiryat Ono Regional Council     |           |
| Mif'alot Afek Regional Council  |           |
| Na'aman Regional Council        | Nord      |
| Nordern Sharon Regional Council | Centro    |
| Sulam Tzur Regional Council     | Nord      |
| Tel Mond Regional Council       |           |
| Yarkon Regional Council         |           |